# Michiel Romeyn
Michiel Romeyn, né Michiel Aart Pieter Romeyn le 19 janvier 1955 à Amsterdam, est un acteur néerlandais.

## Parcours
Romeyn a d'abord étudié le graphisme à la Graphic School, puis a poursuivi ses études à l'Académie Rietveld. Il travaille ensuite pour le théâtre indépendant, le cinéma et la télévision. Il est également cofondateur du Club Mazzo, un lieu de divertissement des années 1980 fermé en 2004, un des clubs longtemps les plus en vue d’Amsterdam. Romeyn a acquis aussi une notoriété  par sa participation à l'émission télévisée Jiskefet (nl) de VPRO, dans laquelle il a joué des sketches avec Herman Koch et Kees Prins,.

## Filmographie
- 1987 : Count Your Blessings de Pieter Verhoeff : Harrie de Bruin[5]
- 1989 : Mijn Vader woont in Rio de Ben Sombogaart : Postzegelhandelaar[6]
- 1991 : Prospero's Books de Peter Greenaway : Stephano[7]
- 2007 : Love is all de Joram Lürsen : Jan[8]
- 2008 : Les Chevaliers du roi de Pieter Verhoeff[9]
- 2008 : The Phantom of the Cinema de Erik van Schaaik[10]
- 2012 : Zombibi de Martijn Smits et Erwin van den Eshof : Sergei[11]
- 2012 : Family Way de Joram Lürsen : Jos[12]
- 2015 : The Glorious Works of G.F. Zwaen de Max Porcelijn : Clyde[13]
- 2016 : Family Weekend de Pieter van Rijn : Rawandandan[14]
- 2017 : Ron Goossens, Low Budget Stuntman de  Steffen Haars et Flip van der Kuil : Berrie[15]

### Séries télévisées
- 2013-2016 : Danni Lowinski : Piotr Lowwinski[16]

## Presse
- (nl) « Michiel Romeyn : 'Op YouTube kijken anderhalf' », De Volkskrant,‎ 15 mars 2019
- (nl) « Foute swaffelgrappen van de boze witte barman Michiel Romeyn », Algemeen Dagblad,‎ 25 janvier 2019